# Dinagat (eiland)

De locatie van Dinagat in de (oude) provincie Surigao del Norte

Dinagat is een eiland in de Filipijnse provincie Dinagat Islands. Het eiland ligt ten noorden van het noordoostelijke puntje van het eiland Mindanao ten oosten van het eiland Leyte. 

## Geografie

### Bestuurlijke indeling
Op het eiland liggen de volgende 7 gemeenten:
| - Basilisa - Cagdianao - Dinagat - Libjo - Loreto - San Jose - Tubajon |